# Ridge Racer Unbounded
Ridge Racer Unbounded — гоночная игра серии Ridge Racer, изданная компанией Namco Bandai Games весной 2012 года консолей PlayStation 3 и Xbox 360 и для персональных компьютеров под управлением Windows. В отличие от предыдущих частей серии, разработкой Ridge Racer Unbounded занималась студия Bugbear Entertainment.

## Особенности
Действие игры происходит на пустынных городских улицах. В Ridge Racer Unbounded имеется немало отличий от традиционных игр Ridge Racer. В частности, игроки могут создавать собственные трассы при помощи встроенного редактора и обмениваться ими. Во время использования ускорения машины становятся неуязвимыми и могут открывать короткие пути, тараня крупные препятствия (от небольших кафе и магазинчиков до мостов и небоскребов). Также, используя ускорение, можно уничтожать автомобили соперников.
Кроме стандартного режима «Гонка за господство», доступны режимы «Уничтожение» (за ограниченное время разбить определённое количество автомобилей), «Гонка Шиндо» (классическая гонка с использованием нитроускорения), «Дрифт» (за фиксированное время набрать указанное количество очков за управляемые заносы) и «Гонка на время» (за отведённый промежуток времени преодолеть каскадёрскую трассу).

## История разработки
Изначально Ridge Racer Unbounded должны были издать в начале марта 2012 года в Северной Америке и Европе, однако Namco объявило о задержке незадолго до запланированной даты. Релиз для всех трёх платформ произошел 27 марта 2012 в Северной Америке и 30 марта 2012 в Европе (включая Россию). Локализацией на русский язык занималась «Акелла».

## Оценки игры
| Сводный рейтинг       | Сводный рейтинг                        |
| Агрегатор             | Оценка                                 |
| --------------------- | -------------------------------------- |
| GameRankings          | 75,65 % (PS3) 69,32 % (X360)           |
| Metacritic            | 72/100 (PC) 72/100 (PS3) 71/100 (X360) |
| Иноязычные издания    |                                        |
| Издание               | Оценка                                 |
| AllGame               | [ 10 ]                                 |
| CVG                   | 64/100                                 |
| Destructoid           | 5,5/10                                 |
| Edge                  | 9/10                                   |
| Eurogamer             | 8/10                                   |
| Game Informer         | 6,75/10                                |
| GameRevolution        | 5/10                                   |
| GameSpot              | 8/10                                   |
| GamesRadar+           | 5/10                                   |
| GameTrailers          | 7,6/10                                 |
| OXM                   | 6,5/10 4/10 (UK)                       |
| PC Gamer (US)         | 80/100                                 |
| Play (UK)             | 6,7/10                                 |
| VideoGamer            | 5/10                                   |
| XboxAddict            | 47 %                                   |
| Multiplayer.it        | 78/100                                 |
| XGN Entertainment     | 8,5/10                                 |
| Русскоязычные издания |                                        |
| Издание               | Оценка                                 |
| 3DNews                | 7/10                                   |
| Absolute Games        | 65/100                                 |
| PlayGround.ru         | 8,3/10                                 |
| StopGame.ru           | проходняк                              |
| «Игромания»           | 7,5/10                                 |
| «Страна игр»          | 8,5/10                                 |

В течение первых дней после начала продаж появилось несколько оценок игры. Ridge Racer Unbounded получила разносторонние, но в основном позитивные отзывы от рецензентов. На сайте Metacritic версии для ПК и PlayStation 3 получили среднюю оценку в 72 балла из 100 возможных, а для Xbox 360 — 71 балл из 100.
Журнал Edge поставил игре 9 баллов из 10 возможны и охарактеризовал её, как одна из «самых грандиозных уличных гонок».

## Продажи
Летом 2018 года, благодаря уязвимости в защите Steam Web API, стало известно, что точное количество пользователей сервиса Steam, которые играли в игру хотя бы один раз, составляет 133 909 человек.